# Berthold Dieden (1879–1946)
Berthold Dieden, född 30 december 1879 i Malmö, död 5 november 1946, var en svensk köpman. Han var son till Berthold Dieden.

## Biografi
Efter studentexamen 1899 innehade Dieden konditioner i utlandet 1901–1905, etablerade expeditionsfirma i Malmö 1908 och grundade filialer i Kina och Japan 1910. Han var verkställande direktör i Nya AB B. Dieden & Co samt styrelseledamot i bland annat Sjöförsäkrings AB Öresund och Manufaktur AB i Malmö.
Dieden var gift med Märta Faxe (1893–1961). Deras son Berthold var officer och dottern Agnes var gift med ambassadör Love Kellberg. Makarna Dieden är begravda på Sankt Pauli mellersta kyrkogård i Malmö.